# Formica cockerelli
Formica cockerelli es una especie extinta de hormiga del género Formica, familia Formicidae. Fue descrita científicamente por Carpenter en 1930.
Habitó en los Estados Unidos. Su cuerpo medía aproximadamente 12,0 x 3,6 milímetros.